# Akademija dramske umjetnosti u Zagrebu
Akademija dramske umjetnosti u Zagrebu dio je Sveučilišta u Zagrebu.

## Povijest
Hrvatski sabor je 1861. godine donio odluku "O kazalištu jugoslavenskom trojedne kraljevine" - ...kako Kazališni odbor ima utemeljiti u Zagrebu učilište za osoblje kazališno, zatim imenovati i plaćati vješta učitelja.
Prvo glumačko učilište u Hrvata utemeljio je 35 godina kasnije, 1896. intendanta zagrebačkoga kazališta dr. Stjepan Miletić.
Godina 1896. računa kao početak službenoga rada ADU, prvobitno Hrvatske dramatske škole, koja kasnije više puta mijenja svoj naziv te nadopunjava svoj program i odsjeke kako bi naposljetku postala Akademija dramske umjetnosti.
Akademija kazališne umjetnosti slijednik je svih glumačkih škola koje su do 1950. godine djelovale. Akademija kazališne umjetnosti je utemeljena kao visokoškolska ustanova 1950. godine, a tijekom svog razvoja mijenjala je naziv u Akademija kazališne i filmske umjetnosti, Akademija za kazalište, film i televiziju i Akademija dramske umjetnosti.
Dan škole obilježava se 3. svibnja, na godišnjicu raketiranja Zagreba 1995., kada je pogođena ADU, pri čemu je zgrada bitno oštećena, 5 djelatnika i studenata Akademije je ozlijeđeno, a student prve godine filmske režije Luka Skračić pogođen je ispred Akademije te je preminuo nakon mjeseca dana ne dolazeći svijesti.
Zanimljiv je podatak da je ADU više od 80 godina bila posve samostalna institucija, te je tek 1979. godine postala dijelom Sveučilišta u Zagrebu.
Institucija posjeduje i nadimak, pošto je njeni studenti i profesori rijetko nazivaju "faksom" kako to je to običaj u Hrvatskoj. Oni ju nazivaju jednostavno "Školom".

## Uprava

### Rektori
| Godina        | Rektor            |
| ------------- | ----------------- |
| 1950. – 1954. | Josip Škavić      |
| 1954. – 1962. | Branko Gavella    |
| 1962. – 1970. | Kosta Spaić       |
| 1970. – 1972. | Bratoljub Klaić   |
| 1972. – 1976. | Izet Hajdarhodžić |
| 1976. – 1978. | Vladan Švacov     |

### Dekani
| Godina                   | Dekan             |
| ------------------------ | ----------------- |
| 1978. – 1980.            | Vladan Švacov     |
| 1980. – 1982.            | Nikola Batušić    |
| 1982. – 1984.            | Tomislav Radić    |
| 1984. – 1986.            | Joško Juvančić    |
| 1986. – 1988.            | Nikola Batušić    |
| 1988. – 1992.            | Enes Midžić       |
| 1. – 31. listopada 1992. | Vlatko Pavletić   |
| 1992. – 1996.            | Enes Midžić       |
| 1996. – 2000.            | Maja Rodica Virag |
| 2000. – 2004.            | Vjeran Zuppa      |
| 2004. – 2008.            | Branko Ivanda     |
| 2008. – 2012.            | Enes Midžić       |
| 2012.-                   | Borna Baletić     |

## Odsjeci
Odsjeci akademije su: 
1. Dramaturgija
2. Filmska i televizijska režija
3. Kazališna režija
4. Montaža
5. Produkcija
6. Snimanje
7. Gluma
8. Baletna pedagogija
9. Suvremeni ples; smjer: izvedbeni
10. Suvremeni ples; smjer: nastavnički

## Udruge

### DeSADU
Dramska sekcija Akademije dramske umjetnosti (DeSADU) osnovana je u Zagrebu, u Thaliji 17. listopada 2009., sa željom da se uspostavi mogućnost zajedničkog rada studenata i profesora različitih odsjeka ADU, neovisno o nastavnom programu i programu ADU u svrhu realizacije umjetničkih studentskih projekata, mogućnost otvaranja pozornice i drugih prostora ADU za realizaciju studentskih projekata te da se omoguće uprizorenja i prikazivanja tih istih studentskih kazališnih i filmskih projekata. Nadalje, okupili smo se želeći uspostaviti mogućnost izlaska studentskih projekata izvan ADU u svrhu promocije studenata ali i same ADU, uspostaviti mogućnost suradnje s umjetnicima koji nisu izravno povezani s ADU te uspostaviti mogućnost suradnje sa studentima ALU, MUZE i drugih fakulteta. DeSADU su osnovali studenti, Nina Horvat i Frana Marija Vranković te su organizirali prva dva čitanja, a u organizaciji trećih čitanja pridružila im se Morana Novosel. Dana 10. listopada 2012. organizaciju DeSADU preuzeli su Lea Anastazija Fleger, Mario Gigović, Dino Pešut i Adrian Pezdirc.
U sklopu DeSADU 2009. godine prvi put su organizirana javna čitanja tekstova studenata dramaturgije i time im omogućila da prezentiraju svoj rad. To je ujedno i jedini oblik u kojem studenti dramaturgije na ADU mogu javno prezentirati svoj rad.
Na prvim javnim čitanjima 11. prosinca 2009. izvedeno je sedam tekstova a sveukupno je u realizaciji i organizaciji sudjelovalo četrdeset i dvoje studenata Akademije s pet različitih odsjeka.
Javna čitanja su prve godine imala i stručni žiri od tri profesora čija je dužnost bila izabrati pobjednički tekst, koji je na kraju bio izveden. Žiri su činili profesori Akademije dramske umjetnosti Mate Matišić, Sibila Petlevski i Vedrana Vrhovnik, koji su podržali projekt od samog početka neovisno o svojoj funkciji kao žiri.
Osim što se studentima dramaturgije pružila prilika da predstave svoje tekstove, i drugi su studenti dobili priliku vidjeti radove kolega s dramaturgije, što je kasnije doprinijelo produkciji festivala KRADU jer su po prvi put na programu festivala prevladavale premijere, odnosno projekti pripremljeni isključivo za KRADU.
Jedan je od tekstova koji je izveden na DeSADU čitanjima, odabran kao najbolji, kasnije dobio nagradu za dramsko djelo „Marin Držić” koju dodjeljuje Ministarstvo kulture.
Na drugim javnim čitanjima 26. studenog 2010. izvedeno je pet tekstova, među njima i Oproštajno pismo Alexandera McQueena Dine Pešuta koji je praizveden na Hrvatskom radiju. Dođi mi Mile Pavičević odigran je na Maratonakademiji a Maybe Baby Nine Horvat na TEST!-u. Na svih pet čitanja bilo je sedamdesetak gledatelja.
Na trećim javnim čitanjima 18. studenog 2011. izvedeno je pet tekstova: "Jagode, čaj, kiša" Ane Grlić, "I živjeli su sretno… ?" Nine Horvat, "124" Mile Pavičević, "Dedal i Ikar" Kristine Gavran te "Daj Me Slušaj Se" Brune Margetića. Održana je i slušaonica kratkih radiodrama koje su napisali studenti dramaturgije, a snimili studenti kazališne režije i glume.
Četvrti DeSADU održao se od 19. do 23. studenog 2012.

## Poveznice
- Zemaljska glumačka škola